# Gerhard Oberhammer
Gerhard Oberhammer (* 18. Juni 1929 in Innsbruck) ist ein österreichischer Indologe. Er studierte an der Universität Innsbruck und ist emeritierter ordentlicher Universitätsprofessor für Indologie an der Universität Wien. Er leitete ohne habilitiert zu sein das Institut dieser Universität von 1964 bis zu seiner Emeritierung 1997, ist Autor zahlreicher Publikationen und wirkliches Mitglied der philosophisch-historischen Klasse der Österreichischen Akademie der Wissenschaften. 1989 wurde er als ordentliches Mitglied in die Academia Europaea aufgenommen.

## Publikationen
- Der Atma als Subjekt in der Theologie Ramanujas. Materialien zur Geschichte der Ramanuja-Schule IX. Verlag der Österreichischen Akademie der Wissenschaften, Wien 2008
- Zur Eschatalogie der Ramanuja-Schule vor Venkatanatha. Materialien zur Geschichte der Ramanuja-Schule VIII. Veröffentlichungen zu den Sprachen und Kulturen Südasiens 38. Verlag der Österreichischen Akademie der Wissenschaften, Wien 2006
- gemeinsam mit Ernst Prets et al.: Terminologie der frühen philosophischen Scholastik in Indien. Ein Begriffswörterbuch zur altindischen Dialektik, Erkenntnislehre und Methodologie. Hg. von Gerhard Oberhammer. Band 3: Pra – H. Beiträge zur Kultur- und Geistesgeschichte Asiens 49, Verlag der Österreichischen Akademie der Wissenschaften, Wien 2006
- Materialien zur Geschichte der Ramanuja-Schule VII. Zur spirituellen Praxis des Zufluchtnehmens bei Gott (sara?agati?) vor Ve?ka?anatha. Veröffentlichungen zu den Sprachen und Kulturen Südasiens 710, Verlag der Österreichischen Akademie der Wissenschaften, Wien 2004
- Mythisierung der Transzendenz als Entwurf ihrer Erfahrung. Arbeitsdokumentation eines Symposiums. BKGA 41 Wien: VÖAW, 2003
- Raum-zeitliche Vermittlung der Transzendenz. Zur "sakramentalen" Dimension religiöser Tradition. Arbeitsdokumentation eines Symposions. BKGA 30 Wien: VÖAW, 1999
- Terminologie der frühen philosophischen Scholastik in Indien. Ein Begriffswörterbuch zur altindischen Dialektik, Erkenntnislehre und Methodologie. Band 2: U–Pu. BKGA 17 Wien: VÖAW, 1996
- Im Tod gewinnt der Mensch sein Selbst. Das Phänomen des Todes in asiatischer und abendländischer Religionstradition. BKGA 14 Wien: VÖAW, 1995
- Terminologie der frühen philosophischen Scholastik in Indien. Ein Begriffswörterbuch zur altindischen Dialektik, Erkenntnislehre und Methodologie. Band 1: A–I. BKGA 9 Wien: VÖAW, 1991
- Beiträge zur Hermeneutik indischer und abendländischer Religionstraditionen. Arbeitsdokumentation eines Symposiums. BKGA 6 Wien: VÖAW, 1991

(Quelle:)